# Heinrich III. von Stahleck
Heinrich III. von Stahleck (* vor 1238; † 4. März 1260) war von 1244 bis zu seinem Tode Bischof von Straßburg unter der Herrschaft von den römisch-deutschen Königen Friedrich II., Konrad IV. und Wilhelm von Holland, während der Pontifikate von Innozenz IV. und Alexander IV., unter der Schirmherrschaft von den Mainzer Metropoliten Siegfried III. von Eppstein, Christian II. von Bolanden, Gerhard I. von Dhaun und Werner von Eppstein.
Der Weihbischof Sebastian Vögter leistete ihm Aushilfe.

## Name, Herkunft und Familie

### Stahleck oder Staheleck
Adam Walther Strobel hat in seiner Vaterländischen Geschichte des Elsaßes – worauf sich die ADB und auch die NDB Biografien zu ihm beziehen (siehe S. 538) – die Burg Stahleck bei Bacharach als Herkunft Heinrichs angenommen, die kleine und vor allem weit abgelegene Burg Stallegg war ihm vermutlich nicht bekannt, in den Urkunden (auch bei Strobel in seiner Ausgabe der Straßburger Chronik des Fritsche Closener) wird jedoch immer die Schreibung als Staheleck genannt, also Stacheleck, (woraus der Volksmund „Stallegg“ bildete), siehe auch bei Jakob Wimpfeling: Catalogus Episcoporum Argentinensium (1651), S. 60: Henricus de Staheleck Antiquo Sueviae Comitatu tertius, scribitur suisse…. Josef Heinzelmann identifiziert Heinrich von Stahleck als Familienmitglied der Familie „von Dicka“. 1183 gründet die Familie das Kloster Kumbd im Hunsrück in der Nähe von Burg Stahleck am Rhein. Weitere Familienangehörige nennen sich in der Zeit „von Stahleck“.
Der elsässische Priester Ludwig Gabriel Glöckler entschied auch für eine Abstammung aus dem rheinischen Geschlecht, deren Sitz die Burg Stahleck bei Bacharach gewesen sei.

## Leben und Wirken
Heinrich wurde erstmals 1238 erwähnt. Er war Kanoniker in Mainz, bis 1240 Kanoniker in Straßburg. Im Jahre 1241 war er Thesaurar. Er wurde 1244 nach einjähriger Sedisvakanz zum Bischof von Straßburg gewählt. 1249 unterwarf er die Statuten der Stadt in Zusammenarbeit mit Domherren, Ministerialen und Mitgliedern des Rates einer Revision. Der Bischof, wie auch die Stadt Straßburg standen auf Seiten der Gegner der Staufer. Die von Heinrich 1251 auf einer Diözesansynode erlassenen Strafbestimmungen gegen die Stauferanhänger in der Stadt stießen auf Widerspruch bei den Ministerialen und Bürgern und gaben den ersten Anstoß für die Konflikte zwischen Bischof und Stadt, die unter Heinrichs Nachfolger Walter von Geroldseck eskalierten. Heinrich erweiterte das Territorium des Hochstifts nach dem Tode von Kaiser Friedrich II. und dessen Sohn Konrad IV. durch Eroberungen von Reichsgut im Kinzigtal, der Ortenau und im Elsass.
Am 28. Juni 1245 eröffnete Papst Innozenz IV. die Kirchenversammlung von Lyon, in der Kaiser Friedrich II. erneut mit dem Kirchenbann belegt wurde, weil er sich am 17. Juni 1245 des Meineides, der Ketzerei und der Felonie schuldig gemacht hatte. Friedrich versuchte sich zu entschuldigen und entsandte ins Konzil Heinrich, Bischof von Straßburg, Hermann, Meister des Deutschen Ordens, damit sie ihn verteidigten. Doch der umstrittene Kaiser besserte sich nicht besonders. Die Bischöfe und Fürsten Deutschlands vereinigten sich in Veitshöchheim nahe Würzburg und wählten am 22. Mai 1246 den Landgrafen von Thüringen, Heinrich Raspe IV., den man den Pfaffenkönig nannte, weil die Erzbischöfe von Mainz, Trier und Köln, sowie die Bischöfe von Straßburg, Metz und Speyer entscheidend für seine Wahl waren.
Heinrich von Stahleck benutzte die Gelegenheit, um sich im Elsass der Burgen, die König Konrad seiner Herrschaft unterworfen hatte, zu bemächtigen. Unter anderen nahm der Bischof die Schlösser Illwickersheim und Kronenburg ein und ließ sie schleifen. Nachdem er Schlettstadt vergeblich belagert hatte, setzte er über den Rhein und eroberte das ganze Kinzigtal. Die Rufacher, die zum Straßburger Bischof hielten, siegten im Jahr 1246 bei Feldkirch über die Colmarer, die Partei für Konradin genommen hatten. Um das Jahr 1245 überfiel der Bischof mit dem Grafen von Dagsburg an der Spitze von 6000 Mann, die Besitzungen des Herzogs von Lothringen, Matthäus II. Er kam aus Flandern, schlug seine Feinde in Remiremont, verfolgte sie bis nach Zabern und tötete den Statthalter Lampert, den Urheber des Krieges.
Nach dem Tode des Gegenkönigs Heinrich Raspe IV., der nach einem Scharmützel bei Reutlingen auf der Wartburg am 17. Februar 1247 starb, stimmte Bischof Heinrich mit den Großen des Reiches für Wilhelm, Graf von Holland, und half ihm König Konrad IV. aus dem Elsass zu verjagen. Nachdem der abgesetzte Kaiser Friedrich am 13. Dezember 1250 auf seinem Schloss Firenzuolo, bei Piacenza, gestorben war, kehrte sein Sohn Konrad, den er als Universalerben ernannte, nach Sizilien zurück, um sein Erbe anzutreten.
Sein Sohn Konradin, der letzte Herzog von Elsass, wurde zu Neapel, als er sein Recht auf den Thron Siziliens mit dem Degen in der Hand geltend machen wollte, am 29. Oktober 1268 enthauptet.